# Jackie Sinclair
John Evans Wright Sinclair (* 21. Juli 1943 in Culross, Schottland; † 2. September 2010 in Dollar) war  ein schottischer Fußballspieler. Sinclair spielte auf der Position des offensiven Mittelfeldspielers.

## Karriere
Bevor Sinclair zu einem professionellen Verein wechselte, spielte er für Blairhall Colliery. Sinclair begann seine Profikarriere, wenige Tage, nachdem er 17 geworden war, bei Dunfermline Athletic. Er spielte dort von 1960 bis 1965, absolvierte insgesamt 61 Spiele und konnte in diesen 33 Tore erzielen. Mit den Pars erreichte er im Jahr 1965 das schottische Pokalfinale. Im Mai 1965 wechselte er dann zu Leicester City, wo er von 1965 bis 1968 in 103 Spielen 50 Tore erzielen konnte. In der Mitte der 1960er Jahre bei Dunfermline und Leicester erzielte er rund jedes zweite Spiel ein Tor, was für einen Mittelfeldspieler einen außergewöhnlich hohen Wert darstellte. 1967 wechselte er zu Newcastle United, wo er in 43 Ligaspielen mitspielte und in diesen 6 Tore erzielen konnte. 1969 konnte er mit seiner Mannschaft beim Messestädte-Pokal den Titel gewinnen, indem sein Team gegen Újpest Budapest im Finale mit 6:2 gewann. Im Dezember 1969 wurde er dann für David Ford zu Sheffield Wednesday transferiert. Dort absolvierte er 101 Spiele, wurde aber 1972 an den Drittligisten FC Chesterfield ausgeliehen, wo er in zehn Spielen drei Tore erzielen konnte. Nach der Saison 1972/73 wechselte er dann zu Dunfermline Athletic, wo er noch in 52 Spielen neun Tore verbuchen konnte. Sinclair beendete seine Karriere beim schottischen Verein FC Stenhousemuir.
Sinclair absolvierte 1966 in einem 0:1 gegen Portugal sein erstes und einziges Spiel für die schottische Fußballnationalmannschaft. Für das Spiel gegen Brasilien war er ebenfalls vorgesehen, wegen diversen Verletzungsproblemen musste er allerdings pausieren.

## Privatleben
Sinclair war verheiratet und hatte eine Tochter und einen Sohn. Sein Onkel Tommy Wright (* 1928), sein Bruder Willie Sinclair (* 1934), sein Cousin Tommy Wright (* 1966) und sein Sohn Chris Sinclair (* 1970) waren ebenfalls professionelle Fußballspieler. Am 2. September 2010 starb er als erster Spieler der Meistermannschaft des Messestädte-Pokals von Newcastle United 1969 nach langer Krebskrankheit in Dollar.